# Johann Georg Peter Möller
Johann Georg Peter Möller, född 19 september 1729 i Rostock, död 9 maj 1807 i Greifswald, var en tysk historiker och litteraturkritiker.
Möller studerade från 1745 vid universitetet i Rostock och blev 1755 filosofie magister i Greifswald. År 1758 begav han sig med anledning av krigsoroligheterna i Pommern till Sverige tillsammans med ett par unga bröder von Schwerin, vilkas studier han ledde. År 1764 återvände han till Pommern, blev 1765 professor i historia och vältalighet vid Greifswalds universitet och var 1786–1796 därjämte universitetsbibliotekarie. Han utgav Teutsch-schwedisches und schwedisch-teutsches Wörterbuch (tre delar, 1782–1790; ny upplaga 1801) samt bidrog väsentligen till en vidgad kännedom i Tyskland av den svenska litteraturen, dels genom att översätta åtskilliga av dess alster, dels genom recenserande verksamhet i den ansedda, i Greifswald utgivna, tidskriften "Neue critische Nachrichten", vilken han övertog och från 1775 kallade "Neueste critische Nachrichten". Han blev 1780 utländsk ledamot av Vetenskapsakademien i Stockholm och 1793 av Vitterhets-, historie- och antikvitetsakademien samt erhöll 1797 titeln kammarråd.